# Fida Zulazi
Fida Zulazi (2006) es una deportista marroquí que compite en triatlón. Ganó una medalla de oro en el Campeonato Africano de Triatlón de 2024, en la prueba de relevo mixto.

## Palmarés internacional
| Campeonato Africano | Campeonato Africano | Campeonato Africano | Campeonato Africano |
| Año                 | Lugar               | Medalla             | Prueba              |
| ------------------- | ------------------- | ------------------- | ------------------- |
| 2024                | Hurgada (Egipto)    | Medalla de oro      | Relevo mixto        |